# 90年代
| 千纪： | 1千纪                                                                        |
| 世纪： | 前1世纪 \| 1世纪 \| 2世纪                                                    |
| 年代： | 60年代 \| 70年代 \| 80年代 \| 90年代 \| 100年代 \| 110年代 \| 120年代        |
| 年份： | 90年 \| 91年 \| 92年 \| 93年 \| 94年 \| 95年 \| 96年 \| 97年 \| 98年 \| 99年 |

90年代從90年1月1日開始，於99年12月31日結束。

## 大事记
- 91年：大將軍竇憲派遣左校尉耿夔領兵出居延塞，出塞五千里進攻金微山（今阿爾泰山），大破北匈奴單于主力，斬名王以下五千餘人，俘虜北單于皇太后，北單于倉皇逃竄不知所終。
- 92年：8月14日，汉和帝与宦官鄭眾密谋，铲除外戚窦宪，開啟東漢宦官專政之門，逐步進入第一次宦官時代。
- 94年：西域都護班超聯同龜茲、鄯善等八國軍隊，合共七萬餘人進攻焉耆，殺焉耆王，另立新的焉耆王。
- 95年：班超被封為定遠侯。
- 97年：
  - 班超派甘英出使大秦，至安息西界而還。
  - 西羌人迷唐率眾犯隴西郡，打敗了隴西郡兵，殺死大夏縣長。漢和帝派遣劉尚代征西將軍，越騎校尉為副，率三萬漢、羌、小月氏兵行討伐。迷唐逃到臨洮之南。劉尚在高山大敗迷唐軍，斬俘一千餘人。迷唐後來也使漢軍死傷慘重，漢軍不能再追，於是回師。
- 99年：在謁者耿譚的計畫下，迷唐投降漢朝，到京城洛陽朝見，漢和帝命迷唐率部返回大、小榆穀，迷唐以部眾饑餓為托詞，不肯遠行。護羌校尉吳祉賜給迷唐許多金帛，讓他購買穀物和牲畜，以求早日出塞。